# ماندي تشيانغ
ماندي تشيانغ (بالصينية: 蔣雅文) هي مغنية وممثلة صينية، ولدت في 22 سبتمبر 1982 بهونغ كونغ في الصين.

## وصلات خارجية
- ماندي تشيانغ على موقع IMDb (الإنجليزية)
- ماندي تشيانغ على موقع ميوزك برينز (الإنجليزية)
- ماندي تشيانغ على موقع قاعدة بيانات الفيلم (الإنجليزية)